# Dores (Santa Cruz da Graciosa)
A localidade de Dores é um povoado português que pertence ao concelho de Santa Cruz da Graciosa, ilha Graciosa, Açores.
Nesta localidade existe um templo religioso cristão, a Ermida de Nossa da Senhora das Dores, cuja fundação recua ao ano de 1793.